# 天慶 (陳朝)
天慶（てんけい）は、ベトナム後黎朝の開祖黎利が即位前に陳朝の後裔として擁立した陳暠の元号。1426年旧11月 - 1428年旧1月10日。慶天にも作る。

## 西暦との対照表
| 天慶 | 元年   | 2年    | 3年    |
| 西暦 | 1426年 | 1427年 | 1428年 |
| 干支 | 丙午   | 丁未   | 戊申   |